# Rita Fan

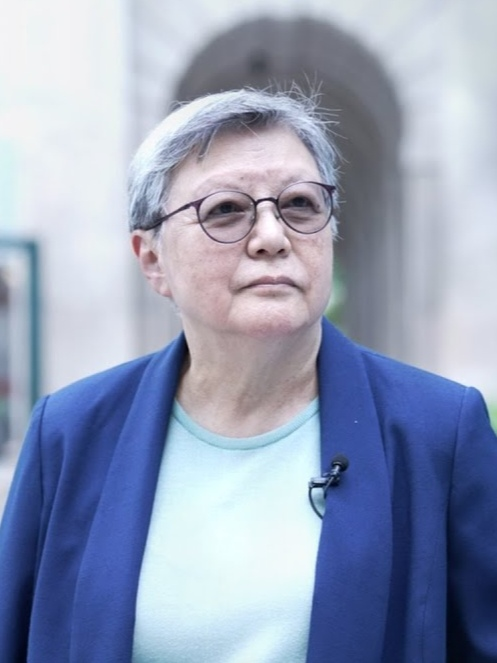
Rita Fan (2024)

Rita Fan Hsu Lai-tai (chinesisch 范徐麗泰 / 范徐丽泰, Pinyin Fàn Xú Lìtài, Jyutping Faan6 Ceoi4 Lai6taai3, kantonesisch Fan Hsu Lai-tai; * 20. September 1945 in Shanghai, Republik China) war von 1998 bis 2008 Präsidentin der gesetzgebenden Versammlung von Hongkong (Legislativrat von Hongkong, englisch Legislative Councilof the Hong Kong, kurz LegCo).

## Leben
Sie ist verheiratet mit Stephen Fan Sheung-tak und hat zwei Kinder – eine Tochter und ein Sohn.

## Ausbildung und Qualifikationen
Rita Fan besuchte das St. Stephen’s Girls’ College in Hongkong von 1952 bis 1964. Danach folgte der Besuch der Universität Hongkong. Dort machte sie den Master of Social Science in Psychology (1970–1973), das Certificate in Personnel Management (1969–1971) und den Bachelor of Science in Chemistry und Physics (1964–1967).

## Aktuelle Tätigkeiten
Sie ist Abgeordnete Hong Kongs im Nationalen Volkskongress der Volksrepublik China und Vorsitzende der Verwaltungsbehörde des Verbandes für die Wiedervereinigung von Hongkong mit China und Beraterin der Hong Kong Federation of Women.

## Frühere Tätigkeiten
Sie war von 1998 bis 2000 Präsidentin der obersten gesetzgebenden Versammlung (First Legislative Council). In den Jahren 1997 bis 1998 hatte sie das gleiche Amt in der provisorischen gesetzgebenden Versammlung (Provisional Legislative Council).
Sie war Hongkongs Abgeordnete von 1998 bis 2003 im neunten Nationalen Volkskongress (National People’s Congress of the People’s Republic of China).

## Auszeichnungen
- Gold Bauhinia Star, Hongkong 1998